# Alfredo Castelli
Pour les articles homonymes, voir Castelli.
Alfredo Castelli, né le 26 juin 1947 à Milan (Lombardie) et mort le 7 février 2024 dans la même ville, est un scénariste de bande dessinée et critique littéraire italien.

## Biographie
Alfredo Castelli a commencé sa carrière de bande dessinée en 1965 lorsqu'il devient rédacteur en chef du magazine Kolosso. Un an plus tard, il fonde le fanzine Comics Club 104. 
Au cours des années suivantes, il écrit des scénarios pour des bandes dessinées et figure dans des magazines de bandes dessinées tels que Corriere dei Ragazzi, dont il fut membre de l'équipe éditoriale de 1972 à 1976, et Pif. 
Dans les années 1970, il écrit des scénarios pour des artistes tels que Carlo Peroni et Daniele Fagarazzi (it). Il a également écrit pour plusieurs séries télévisées. 
En 1982 il crée son personnage le plus réussi, Martin Mystère,  chez Bonelli. 
Un grand nombre de ses histoires ont été traduites en français.
Alfredo Castelli est décédé à Milan (Lombardie) le 7 février 2024 à l'âge de 76 ans.

## Publications en français

### Albums
- L'Homme de Chicago, avec Giancarlo Alessandrini, Dargaud, coll. « Un homme, une aventure », 1979  (ISBN 2-205-01327-0).
- L'Homme des neiges, avec Milo Manara, Dargaud, coll. « Un homme, une aventure », 1979  (ISBN 2-205-01561-3).
- Les Gentlemen, avec Ferdinando Tacconi :

1. Scotland Yard se rebiffe, Fleurus, 1979  (ISBN 2-215-00296-4)[4].
2. Le Dada de ces messieurs, Fleurus (France) / EDI-3 (Belgique), 1980  (ISBN 2-215-00329-4).

- Les Gentlemen, avec Ferdinando Tacconi, Hachette (France) / Novedi (Belgique) :

1. Le Club des quatre, 1981  (ISBN 2-01-008167-6).
2. L'Épée du Roi Arthur, 1981  (ISBN 2-01-008169-2).
3. Le Triangle d'or, 1982  (ISBN 2-01-008910-3).
4. Les Gentlemen à Barcelone, 1982  (ISBN 2-01-008921-9).

- Martin Mystère, avec Giancarlo Alessandrini, Glénat, coll. « 2 heures ½ » :

1. Les Hommes en noir, 1993  (ISBN 2-7234-1548-1).
2. Fantômes à Manhattan, 1993  (ISBN 2-7234-1661-5).
3. Les Enfants du rêve, 1994  (ISBN 2-7234-1685-2).

- Martin Mystère, Glénat, coll. « 2 heures ½ » :

1. Temps zéro, avec Giovanni Freghieri (it), 1994  (ISBN 2-7234-1773-5).
2. L'Invention diabolique, avec Giampiero Casertano (it), 1995  (ISBN 2-7234-1781-6).
3. La Secte des assassins, avec Corrado Roi (it), 1995  (ISBN 2-7234-1804-9).

- Véritables souvenirs du Docteur Mystère, avec Lucio Filippucci (it), Erko :

1. Les Mystères de Milan, 2003  (ISBN 90-7700-110-7).
2. La Guerre des mondes, 2005  (ISBN 90-7700-165-4).

- Martin Mystère : Le Secret de Saint Nicolas, avec Giancarlo Alessandrini, Semic, coll. « Semic Albums », 2005  (ISBN 2-914082-27-4).
- Martin Mystère, Clair de lune :

1. Les Treize Travaux / Le Code Caravage, avec Daniele Caluri, 2009  (ISBN 978-2-353-25120-9).
2. Le Destin de l'Atlantide / Le Trésor de Didon, avec Alfredo Orlandi et Roberto Cardinale, 2010  (ISBN 978-2-353-25205-3).

- Le Grand Diabolik t. 1, avec Pierluigi Cerveglieri (it), Clair de lune, 2009  (ISBN 978-2-353-25145-2).

## Filmographie en tant que scénariste
- 1969 : Le Tunnel sous le monde (Il tunnel sotto il mondo) de Luigi Cozzi
- 1997 : AleX (it), série télévisée de Giancarlo Soldi (it)
- 2003 : Martin Mystère, série télévisée d'animation créée par David Michel et Vincent Chalvon-Demersay
- 2010 : Izmedju smrti i jave, court-métrage serbe de 28 minutes
- 2011 : Devojacki bunar 2, court-métrage serbe de 38 minutes

## Distinctions
- 1970 : prix Yellow-Kid du scénariste italien
- 2001 : prix Micheluzzi du meilleur scénariste italien pour Martin Mystère
- 2008 : prix Micheluzzi du meilleur scénario de série réaliste pour Diabolik : Gli anni perduti nel sangue (avec Mario Gomboli et Tito Faraci)
- 2015 : prix Micheluzzi pour l'ensemble de sa carrière